# Regionalwahl in der Toskana 2015
Die Regionalwahl in der Toskana 2015 fand am 31. Mai statt; der Regionalrat und der Präsident der Region wurden gleichzeitig gewählt.

## Wahlergebnis
| Kandidaten                             | Kandidaten          | Stimmen   | %    | Listen                                         | Stimmen   | %    | Mandate |
| -------------------------------------- | ------------------- | --------- | ---- | ---------------------------------------------- | --------- | ---- | ------- |
|                                        | Enrico Rossigewählt | 656.920   | 48,0 | Partito Democratico                            | 614.869   | 46,3 | 24      |
| Il Popolo Toscano (PSI)                | Enrico Rossigewählt | 656.920   | 48,0 | 22.760                                         | 1,7       | –    |         |
| ↳ Gesamt                               | Enrico Rossigewählt | 656.920   | 48,0 | 637.629                                        | 48,1      | 24   |         |
|                                        | Claudio Borghi      | 273.795   | 20,0 | Lega Nord                                      | 214.430   | 16,2 | 4       |
| Fratelli d’Italia – Alleanza Nazionale | Claudio Borghi      | 273.795   | 20,0 | 51.152                                         | 3,9       | 1    |         |
| Mandate der Listengruppe               | Claudio Borghi      | 273.795   | 20,0 | –                                              | –         | 1    |         |
| ↳ Gesamt                               | Claudio Borghi      | 273.795   | 20,0 | 265.582                                        | 20,0      | 6    |         |
|                                        | Giacomo Giannarelli | 205.818   | 15,0 | Movimento 5 Stelle                             | 200.771   | 15,1 | 5       |
|                                        | Stefano Mugnai      | 124.432   | 9,1  | Forza Italia                                   | 112.658   | 8,5  | 1       |
| Lega Toscana - Più Toscana             | Stefano Mugnai      | 124.432   | 9,1  | 7.996                                          | 0,6       | –    |         |
| Mandate der Listengruppe               | Stefano Mugnai      | 124.432   | 9,1  | –                                              | –         | 1    |         |
| ↳ Gesamt                               | Stefano Mugnai      | 124.432   | 9,1  | 120.654                                        | 9,1       | 2    |         |
|                                        | Tommaso Fattori     | 85.870    | 6,3  | Sì Toscana a Sinistra (SEL - PRC - PdCI - FdV) | 83.187    | 6,3  | 2       |
|                                        | Giovanni Lamioni    | 17.416    | 1,3  | Passione per la Toscana                        | 15.837    | 1,2  | –       |
|                                        | Gabriele Chiurli    | 3.621     | 0,3  | Democrazia Diretta                             | 3.319     | 0,3  | –       |
| Gesamt                                 | Gesamt              | 1.367.872 | 100  |                                                | 1.326.979 | 100  | 39      |